# 安土敏
安土敏（あづち さとし、1937年 - ）は日本の小説家、実業家、経営コンサルタント。本名は荒井伸也（あらい しんや）。東京都出身。
作家デビューを果たした1981年当時、食品スーパーマーケットチェーン「サミットストア」（後のサミット）で次長の要職にあった。その後も社長、会長などを歴任する傍ら、経済小説、コラム、エッセー、評論等を発表してきた。
「社畜」という言葉を考案した人物とされる。
2006年5月現在、オール日本スーパーマーケット協会(AJS)会長、日本チェーンストア協会特別顧問。有限会社リテイラーズ・ブレイン代表取締役。

## 略歴
- 1937年 - 東京都に生まれる。
- 1956年 - 東京都立新宿高等学校卒業
- 1960年 - 東京大学法学部を卒業、住友商事へ入社[2]。
- 1970年 - サミットストア（後の「サミット」）へ出向[2]。
- 1981年 - 「小説流通産業」で作家デビュー[2]。
- 1983年 - 同社専務就任。
- 1988年 - 同社副社長就任。日経ビジネス誌で頻繁にコラムを手がけるようになる。
- 1994年 - 同社社長就任。
- 1996年 - 制作アドバイザーを務めた映画「スーパーの女」公開。
- 2001年 - 同社会長就任。オール日本スーパーマーケット協会会長就任。
- 2003年 - 藍綬褒章受章。同社最高顧問就任。
- 2004年 - 同社を退社。

## 代表作

### 小説
- 小説流通産業(1981年) - 後に小説スーパーマーケットと改題、映画「スーパーの女」の参考文献となった。
- 企業家サラリーマン(1986年) - テレビ朝日にてドラマ化
- 償却済社員、頑張る
- ライバル

### 評論
- 日本スーパーマーケット原論(1987年)
- 日本スーパーマーケット創論(2006年)
- ニッポン・サラリーマン幸福への処方箋(1992年)
- 安売り礼賛に異議あり(1995年)